# Crist de la tramuntana
El Crist de la tramuntana és una icona religiosa empordanesa fruit de la creativitat de dos dels seus màxims exponents artístics: el poeta Carles Fages de Climent i el pintor Salvador Dalí. Així, l'«Oració al Crist de la tramuntana» és un conegut poema de l'escriptor, mentre que el seu amic Salvador Dalí va pintar un quadre amb aquest mateix nom (El Crist de la tramuntana, 1968, en aquarel·la i tinta sobre paper, 38,5 × 28,2 cm) que es troba exposat al Teatre-Museu Gala Salvador Dalí.